# Mechai Viravaidya
Mechai Viravaidya (en tailandés: มีชัย วีระไวทยะ; rtgs: Michai Wirawaithaya; Bangkok, Siam, 17 de enero de 1941) es un político retirado y activista tailandés que promovió los condones, la planificación familiar y la concientización sobre el VIH/sida en Tailandia, desde la década de 1970. En su país se le conoce cariñosamente como Don Condón, y su nombre, Mechai, es utilizado frecuentemente para referirse a los condones. Desde que comenzó su trabajo, el promedio de hijos en las familias tailandesas ha disminuido de 7 a 1,5. Se le atribuye el mérito de liderar esfuerzos que mejoraron la vida de millones de personas.

## Leer más
- D'Agnes, Thomas (2001). From condoms to cabbages: An authorized biography of Mechai Viravaidya (en inglés). Post Books. ISBN 974-228-009-6.